# Familjen Krokodil
Familjen Krokodil är en barnvisa med text och musik av läraren Margit Gergårdh (1904–1988), som skrev barnvisor under pseudonymen Mart Gergårdh. Sången publicerades första gången i sångsamlingen Nu ska vi sjunga 1943.

## Inspelningar
En tidig inspelning gjordes av Nadja Hjärne-Ohrberg med Stig Holms ensemble den 28 september 1945, och släpptes på skiva i december samma år.

## Politisk debatt
Texten har väckt debatt eftersom den börjar "I Niggerland händer ibland [...]". Ordet Niggerland används synonymt med Afrika. I sången besöker krokodilerna "gamle niggerdoktor Pillerman" och "Solen, den skiner hett på Niggerlandet ned."

### Fotnoter
1. ↑  ”Svensk mediedatabas”. http://smdb.kb.se/catalog/id/000094420. Läst 18 maj 2011.
2. ↑  Modin, Lina (29 maj 2004). ”"Barnsången är kränkande"”. Expressen. Arkiverad från originalet den 11 oktober 2008. https://web.archive.org/web/20081011060848/http://www.expressen.se/1.105541. Läst 16 augusti 2008.  ”Orden är oacceptabla i dagens Sverige, säger Jan Thurfjell.”
3. ↑  ”Stötande sångbok ska bort från skolan”. Norrbottens-Kuriren. 17 juni 2004. Arkiverad från originalet den 11 juli 2009. https://web.archive.org/web/20090711165115/http://www.kuriren.nu/arkiv/2004/06/17/Senaste+nytt+(NK)/1745041/St%F6tande-s%E5ngbok-ska-bort-fr%E5n-skolan.aspx. Läst 16 augusti 2008.